# إحصاء السكان

تعداد السكان الأخيرة:
بعد 2005
2000 — 2004
1995 — 1999
1990 — 1994
1970 — 1989

إحصاء السكان أو الإحصاء السكاني أو التعداد (باللاتينية: Census) عملية منهجية موحدة وغالباً ما تكون رسمية أو حكومية، تذهب أبعد من تعداد السكان فحسب لتشمل جمع البيانات الديموغرافية والاقتصادية والاجتماعية التي تنطبق في فترة زمنية محدودة على كافة الأشخاص في بلد ما أو جزء محدد منه، وتجميع هذه البيانات وتحليلها ونشرها، وهو عملية دورية يتم خلالها عد السكان رسمياً. يشير هذا المصطلح عادةً إلى اعدادات السكان في كل دولة، والتي تجرى وفق توصيات الأمم المتحدة مرة كل 10 سنوات.
تستخدم معطيات تعداد السكان لأغراض البحوث والتخطيط.

## العناصر الاحصائية
العناصر هي الأشياء التي خواصهم تلاحظ أو تقاس للأغراض الاحصائية، لكي تميز كل العناصر ذات العلاقة لتحقيق هدف معين، يجب أن تحدد خصائص هذه العناصر بالإضافة إلى أخذ الأبعاد الزمانية والمكانية بعين الاعتبار.
مثال: تعداد السكان في ألمانيا 

الخاصة المعرفة: مواطن ألمانيا 

المكاني: العنوان الدائم في جمهورية ألمانيا الاتحادية 

الزمانى: تاريخ الإحصاء السكاني

## المجتمع
المجتمع population (المجتمع الإحصائي) يشمل كل المفردات التي نستهدف دراستها إما عن طريق العينة أو كلها (مثلا: طلاب الصف الرابع الأساسي بالمدينة).
ان تكون العناصر الاحصائية مغطاة من قبل مجموعة معينة من المواصفات تدعى المجتمع، عموما فإن زيادة عدد المعايير الذي سيجارى بالعناصر سيؤدي إلى مجتمع أصغر وأكثر تجانساً. في إحصاء السكان: كل عناصر المجتمع محققة فيه، والمعلومات المسجلة من جزء المجتمع تنتج مسح العينة الشاملة، المجتمع سيكون محدد أو غير محدد في الحجم ومرتبة العناصر تشكل المجتمع الذي يمكن أن يتغير عبر الزمن، بعض العناصر تغادر وأخرى تدخل المجتمع، حساسية المجتمع للزمن يجب أن يأخذ في الحسبان متى تنفذ التدقيقات الاحصائية. الخاصة الملاحظة للعنصر الإحصائي يدعى المتغير.

## التكنولوجيا
ان العديد من البلدان تستطيع إجراء عمليات التعداد عن طريق الإنترنت وكذلك عن طريق الكتابة على الورق، في المملكة المتحدة يتم فحص جميع اشكال التعداد وتخزينها الكترونيا قبل اتلافها لتحل محل الحاجة إلى الرجوع إلى المحفوظات المادية المخزنة في الملفات، لن يكون سجل الربط لإجراء تعداد إداري ممكنًا دون تخزين قواعد البيانات الكبيرة على أنظمة الكمبيوتر.
هناك أحيانًا مشاكل في إدخال تكنولوجيا جديدة. كان الغرض من الإحصاء الأمريكي هو استخدام أجهزة الكمبيوتر المحمولة، لكن التكلفة ارتفعت وتم التخلي عن ذلك، حيث تم بيع العقد إلى البرازيل

## استراتيجيات التعداد
استخدمت التعدادات التاريخية التعداد الخام بافتراض دقة مطلقة، تأخذ المقاربات الحديثة في الحسبان مشاكل الزيادة في أعداد السكان وتعدادهم، وترابط تعدادات الإحصاء مع المصادر الرسمية الأخرى للبيانات.
القيمة الحقيقية للسكان ولكن هذا لا يمكن قياسه بدقة تامة، فأن أحد الجوانب المهمة لعملية التعداد هو تقييم جودة البيانات.

## ويعتبر علم الإحصاء اداة ووسيلة مهمة في
حل أنواع متعددة من المشاكل التي تواجهنا في حياتنا اليومية، وكذلك في المجالات البحثية والعلمية والاجتماعية.
المساعدة في اتخاذ القرار في ظل عدم التأكد وفي ظل معلومات ناقصة.

## في الوقت الحالي أصبح التحليل الإحصائي يستخدم في كافة المجالات
الاقتصاد: يستخدم لمعرفة حجم التجارة، مصادر القوى العاملة، مستوى المعيشة، تحليل سلوك المنتج والمستهلك، مدى تآثر الاسواق بالانظمة والسياسات.
الاجتماع: يستخدم في وصف الهجرة الداخلية ومدى تأثيرها على سلوك المجتمع، تحليل تكاليف المساعدات والتأمينات الاجتماعية.
علم النفس: يستخدم في نظريات التربية، المشاكل المتعلقة بقياس القدرة على التعلم والذكاء والصفات الشخصية والسلوك الطبيعي والغير طبيعي للاشخاص.
التعليم: يستخدم في وضع خطط التعليم الحالية والمستقبلية، تقدير احتياجاتها من القوى والمباني والمعامل والأجهزة.
السكان: يستخدم لدراسة تطور مجتمع السكان، معدل النمو، معرفة معدلات المواليد والوفيات، خصائص المجتمع الاقتصادية والاجتماعية والمهنية.
الاحياء: يستخدم في الابحاث الاساسية والتجارب المعملية المتعلقة بتطوير الحياة الوراثية.
الطب: يستخدم لمعرفة وفعالية الادوية الجديدة، التعرف على العلاقة بين الأمراض ومسبباتها.

## المراحل الرئیسیة للطریقة الاحصائیة
1 -تحدید مشكلة البحث
2 ـ جمع البیانات والمعلومات
3 ـ تصنیف البیانات وتبویبھا
4 ـ عرض البیانات
5 ـ حساب المؤشرات أو المعالم للبیانات
6 ـ التفسیر والتنبؤ